# Centaurea kusanii
Centaurea kusanii — вид квіткових рослин айстрових (Asteraceae). Ендемік Хорватії.